# 麻闘伝 ぬえ
『麻闘伝 ぬえ』（まとうでんぬえ）は、志名坂高次による日本の漫画作品。作者が『ヤングチャンピオン』（秋田書店）で連載している作品『凍牌』の登場人物・高津則之を主人公にしたスピンオフ作品で、『近代麻雀』（竹書房）にて2019年4月号から2020年7月号まで連載。高津が若手のヤクザ、および麻雀打ちであったころの話を重点においており、高津の過去や生い立ちについても触れられている。

## あらすじ
関東最大の暴力団・桜輪会の傘下である倉橋組の若手の構成員・高津則之（通称「タカ」）は、自身の初仕事として兄貴分のキンゴと共に倉橋組が仕切る雀荘のオーナーが夜逃げした後に営業した宮古興業のヤクザ・岩鉄兄弟にショバ代の請求を巡って三人麻雀で勝負して勝利を収めるも、それをもみ消そうとした岩鉄兄弟たちに理不尽に袋叩きにされた。その報復として岩鉄兄弟たちがいる雀荘にガソリンを流して放火し、岩鉄兄弟たちに重傷を負わせた。これを皮切りに、後の極道の頂点に君臨する高津の伝説が始まった。

## 登場人物
高津 則之（たかつ のりゆき） / タカ
『凍牌』の主要人物の1人で、本作の主人公。桜輪会倉橋組の構成員である若手の麻雀打ち。初登場時19歳。後の『凍牌』において極道の頂点に君臨することになる稀代の男。麻雀では並外れた読みで相手を圧倒していき、掴みどころがなく立ち回りの巧みな得体のしれない人間ぶりから、日本に伝承される妖怪「ぬえ（鵺）」と比喩される。幼少時、友人のマサシとその母を殺害したマサシの父が自殺する一家心中を目の当たりにした凄惨な恐怖を味わったことがトラウマとなり、なおかつ人格形成にも大きな影響を来しており、「全ての恐怖を超越して正と邪を支配し、ヤクザの頂点になる」という野望を抱くきっかけにもなっている（幼少期は普通の子供であったが、先述の事件から成長するにつれて、やんちゃなガキ大将のようになったことが単行本のあとがきで触れられている）。
キンゴ
タカの兄貴分。20歳。ラーメン店で働く18歳の妹、紀子（のりこ）がいる。
坂本
桜輪会倉橋組の代打ち。32歳。優秀な雀士で、一晩で2億の大金を稼ぎだしたこともある。
松本
『凍牌』の登場人物の1人で、中年雀士。『凍牌』では白髪だが本作の頃は黒髪だった。

## 書誌情報
- 志名坂高次 『麻闘伝 ぬえ』竹書房〈近代麻雀コミックス〉、全2巻
  1. 2019年11月15日発売[1]、ISBN 978-4-8019-6788-5
  2. 2020年7月1日発売[2]、ISBN 978-4-8019-7032-8